# Форштевень

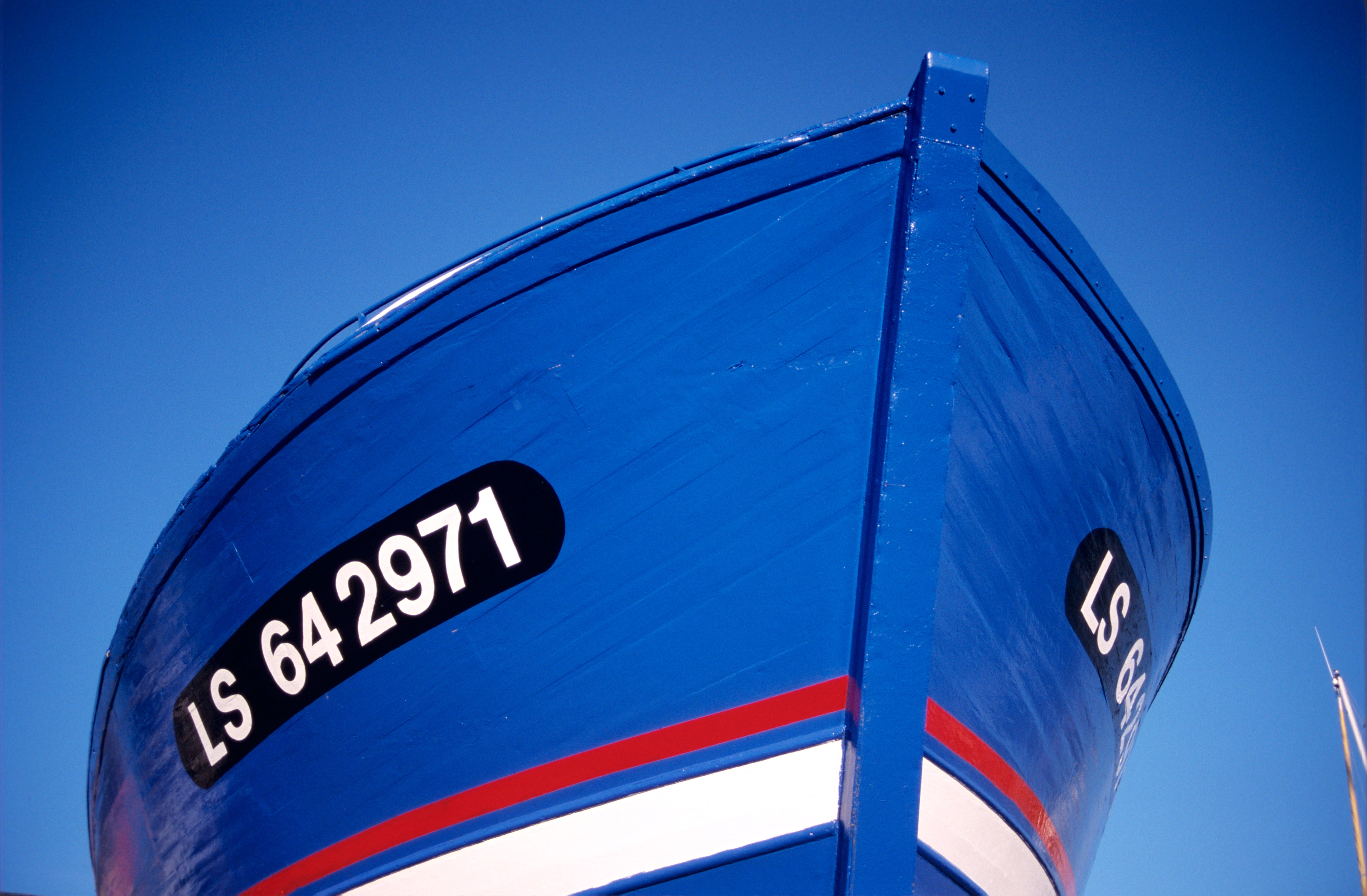
Форштевень дерев'яного судна, захищений металевою смугою

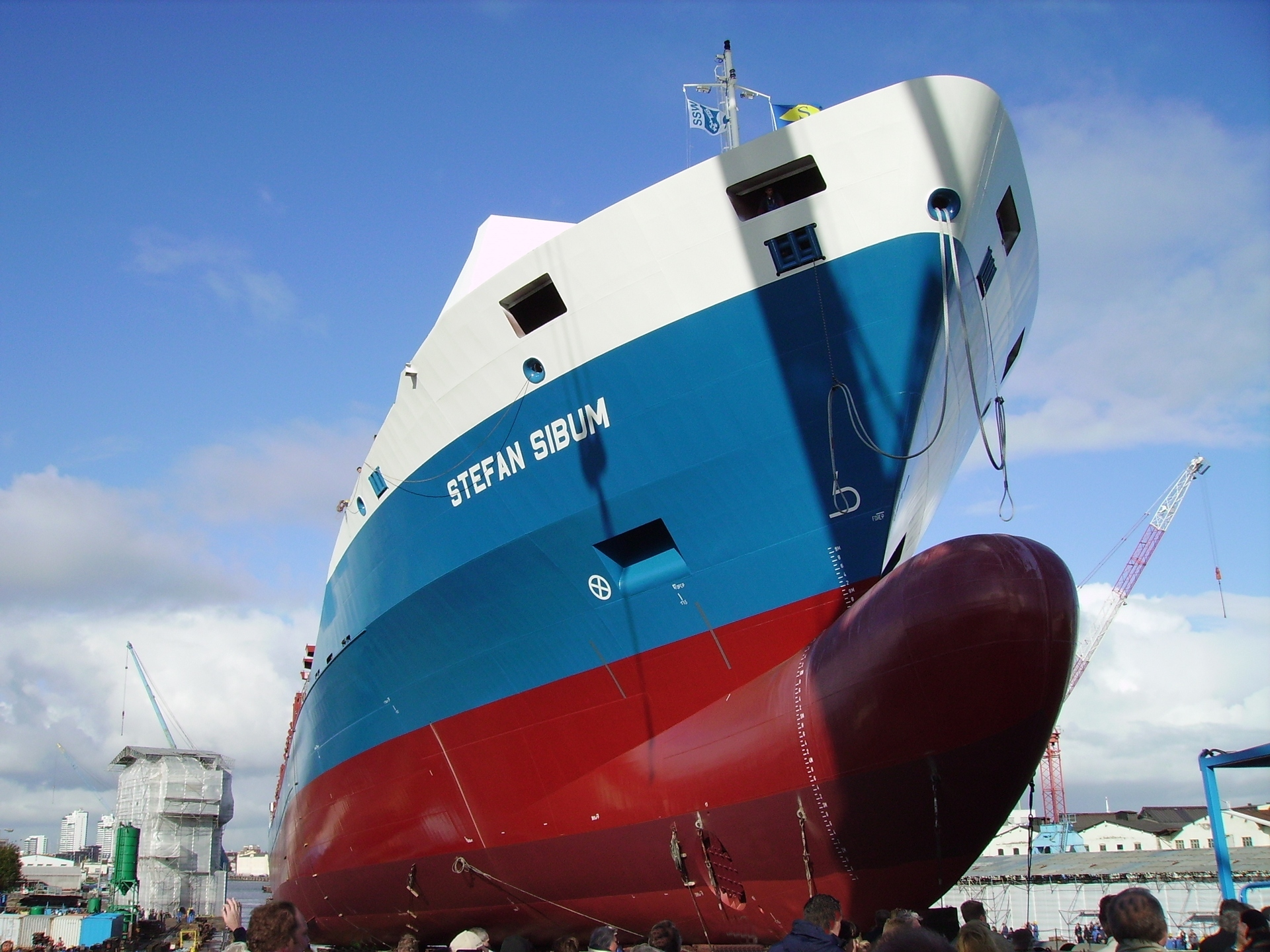
Бульбоподібний форштевень

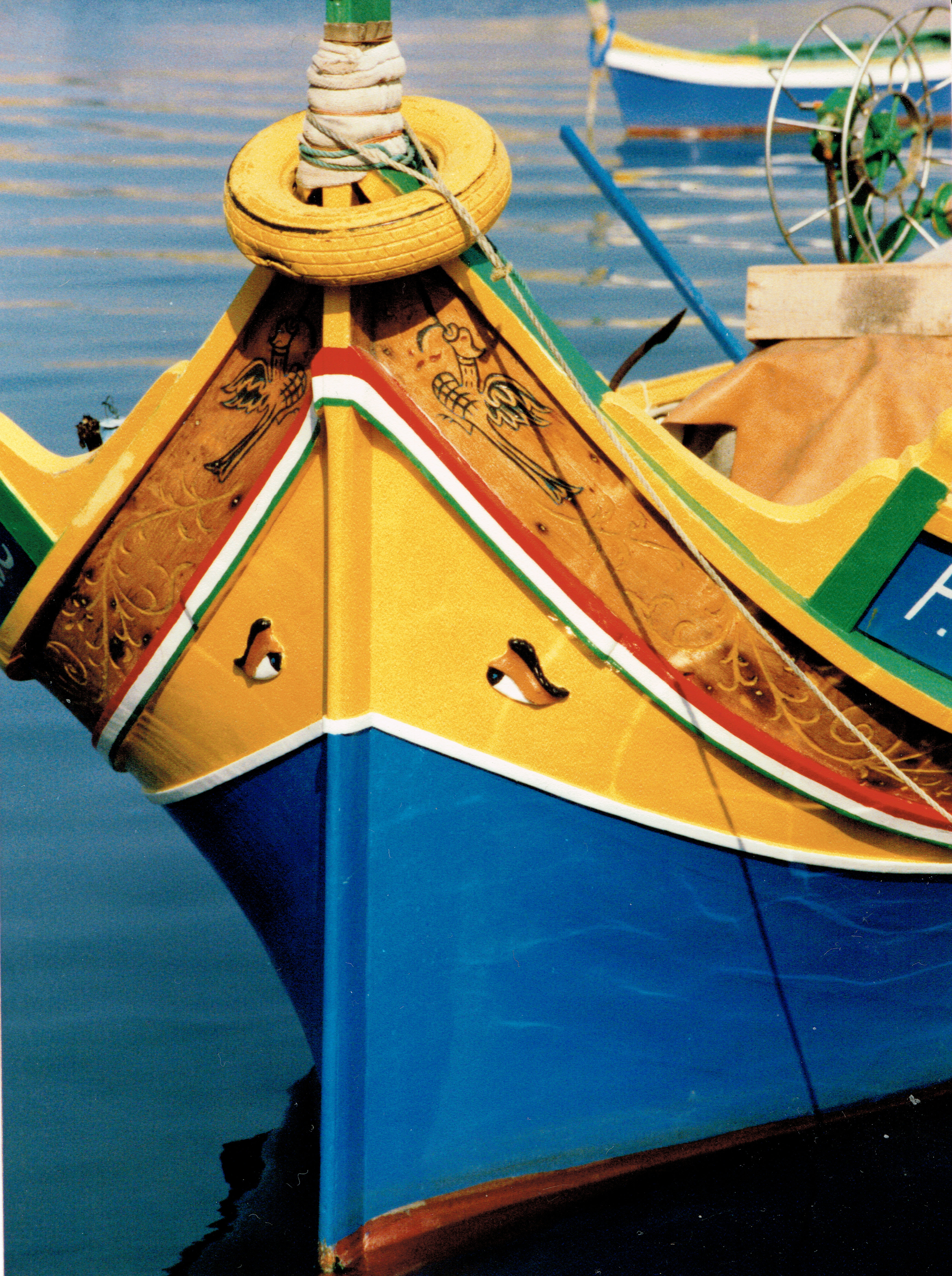
Прямий форштевень

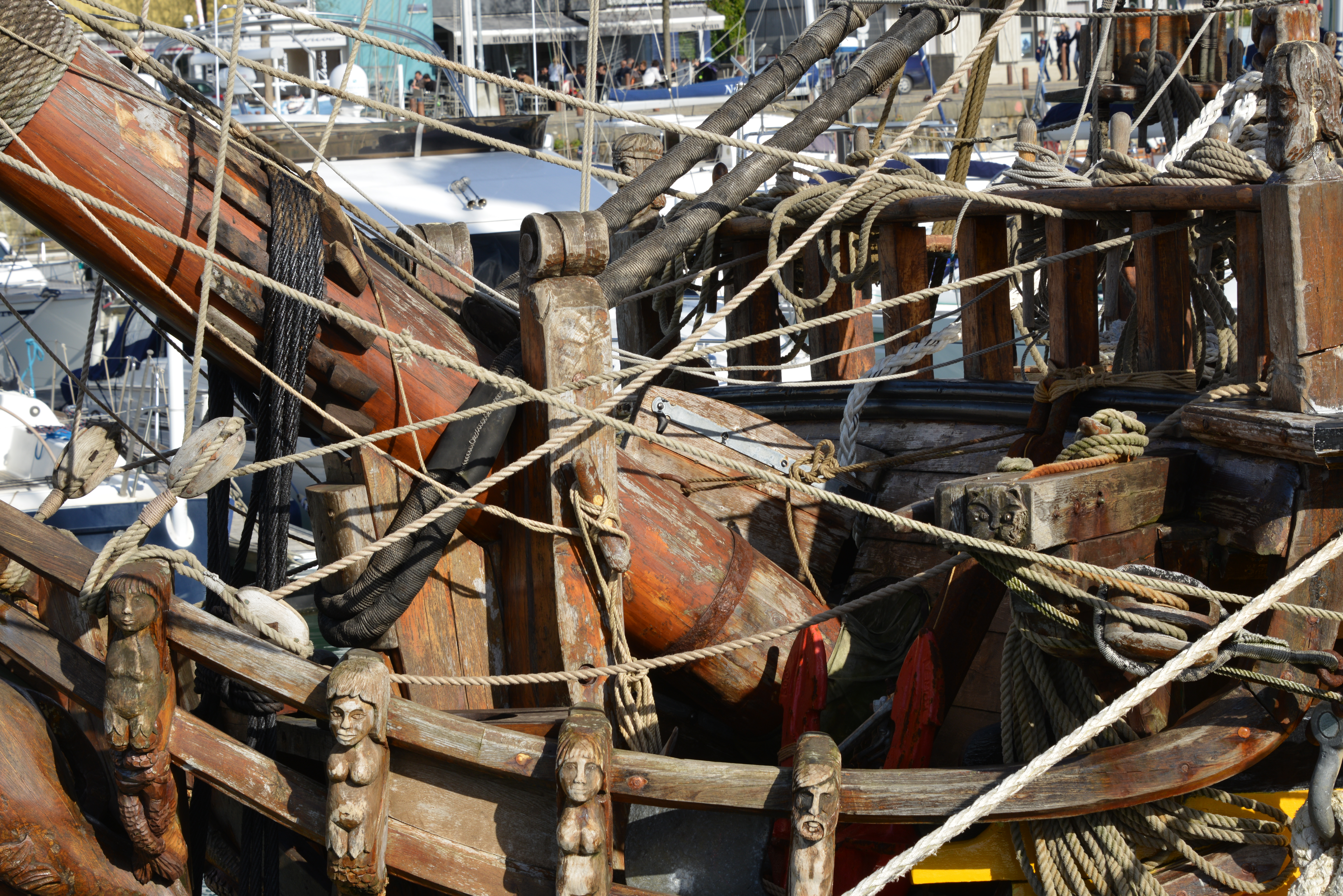
Верхній кінець форштевня, недгедси обабіч бушприта і штаг-краг фрегата «Штандарт»

Форште́вень (нід. voorsteven, від voor — «попереду» і steven — «штевень», «стояк») — передня, найміцніша, конструкція носової частини судна у вигляді сталевої балки, зігнутої за формою носа, що є продовженням кіля і, якою закінчується набір судна у носі.

## Конструктивні особливості
У нижній частині форштевень з'єднується з кілем. На сталевих суднах форштевень є кованим, литим або зварним; на дерев'яних суднах форштевень, зазвичай складається з декількох частин та оковується сталевою смугою. На форштевні кріпиться набір корпусу судна і бортова обшивка на його носі.

### Дерев'яний форштевень

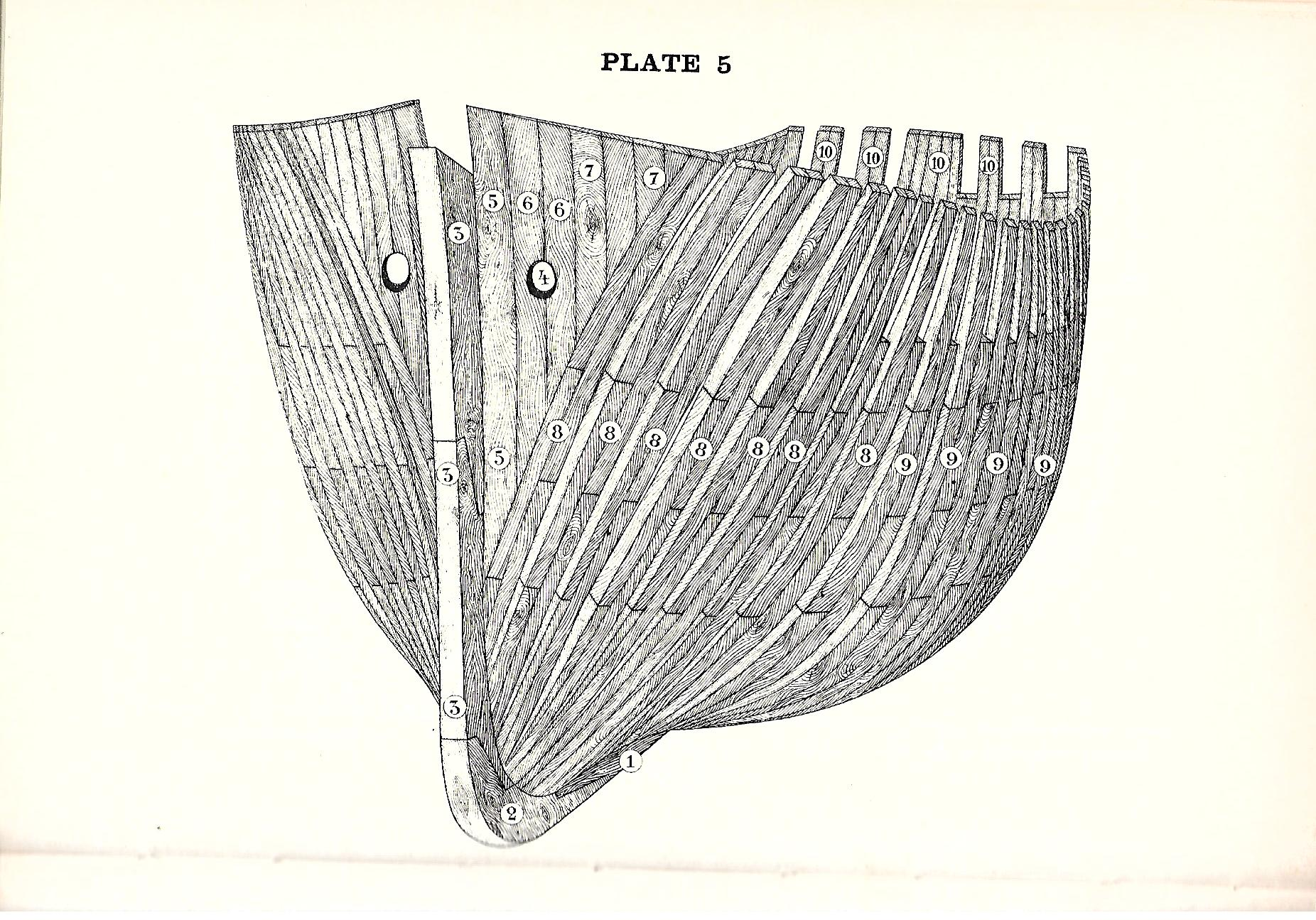
Набір носової частини дерев'яного судна: 1 — кіль, 2 — бакс, 3 — форштевень, 4 — клюз, 5 — недгедси, 6 — гаспіси, 7 — філін-тимберси, 8 — носові шпангоути, 9 — бортові шпангоути, 10 — старн-тимберси (вертикальні бруси корми).

У разі, якщо форштевень складається з двох елементів, зовнішня його частина називається стем (від англ. stem), внутрішня — фальстем.
На суднах з дерев'яним набором форштевень (фальстем) з'єднувався з кілем зсередини за допомогою носової книці — стемсона, ззовні — за допомогою вигнутого бруса — бакса. Стемсон ззаду переходив у кільсон, а бакс — у кіль. Зверху бакс переходив у наступний брус — греп (водоріз, шек), що кріпився на стемі спереду. Простір між форштевнем (фальстемом), кілем і стемсоном називався носовим дейдвудом і заповнювався дерев'яними штуками. У своїй верхній частині греп з'єднувався з княвдигедом (іноді греп і княвдигед розглядаються як нижня і верхня складові водоріза). Простір між форштевнем і княвдигедом заповнявся штуками дерева — носовими чаками ззаду і чаками гальюна спереду. Обабіч форштевня встановлювалися два бруси — недгедси (від англ. knightheads — «голови лицаря»). На вітрильних суднах на верхньому кінці форштевня між недгедсами лежав бушприт. Якщо діаметр бушприта набагато перевершував ширину стема, отже для проходу бушприта в недгедсах потрібно було виконати занадто глибокі виїмки (наприклад, на фрегатах та ін. великих суднах), між недгедсами, стемом і фальстемом встановлювалися додаткові штуки дерева — стем-піси. На старовинних вітрильних суднах спереду до княвдигеда кріпилася вигнута балка — лісель-індигед, що видавався допереду і служив опорою для носової фігури, між стемом і княвдигедом встановлювалися чаки гальюна, на які спиралася горизонтальна балка — стандерс-індигед, що слугував опорою бушприта.

## Види за формою
Використовують такі форми форштевнів:
- похилий форштевень характеризується прямою похилою лінією, а в підводній частині плавно або під кутом переходить у кільову лінію. Такий форштевень надає судну спрямованості вперед, а в поєднанні з розвалом бортів в носовій частині збільшує корисну площу верхньої палуби та покращує підйомність судна на хвилю;
- кліперський форштевень характеризується плавною лінією, спрямованою верхнім кінцем вперед. Форма запозичена у вітрильних суден, застосовується з тих же міркувань, що й у випадку похилого форштевеня;
- бульбоподібний форштевень має над водою форму похилої прямої або увігнутої лінії, а підводна частина має краплеподібну форму і опущена трохи нижче кільової лінії. Такий форштевень передбачається на суднах з відносно великою шириною корпусу для зменшення хвильового опору води та збільшення швидкості ходу судна;
- криголамний форштевень в надводній частини характеризується похилою прямою лінією, яка, не доходячи трохи до рівня води, набуває плавний нахил до 30°, нахил продовжується і в підводної частини до плавного переходу в кільову лінію. Такий форштевень мають криголами і судна, що плавають у кризі, для того, аби судно могло з ходу виповзати на крижане поле і своєю вагою продавлювати його;
- прямий форштевень має вертикальну лінію в підводній частині, далі плавно переходить в кільову лінію. Зустрічається переважно у річкових суден, які мають вільне місце на палубі та плавають у водах зі спокійною поверхнею, він зручний для огляду простору перед носом судна при плаванні в звуженнях і при підходах до причалів.